# Ralph Casale
Raffaele Antonio „Ralph“ Casale (* 20. Oktober 1938 in Newark (New Jersey); † 25. August 2023) war ein US-amerikanischer Jazzmusiker (Gitarre, Banjo), der sich vor allem als Studiomusiker bei Pophits der 1960er-Jahre hervortat.

## Leben und Wirken
Casale lernte mit elf Jahren Gitarre und spielte mit 19 Jahren im New Glenn Miller Orchestra unter Leitung von Ray McKinley. In den frühen 1960er-Jahren war er Mitglied der Village Stompers (Album Washington Square). mit Frank Hubbell, Dick Brady, Leonard Pogan und Al McManus. 1968 war er als Sessionmusiker an Frank Sinatras LP Cycles und Pat Williams’ Bigband-Album Think beteiligt. In dieser Zeit gehörte er auch der von Jon Pierson geleiten Bigband The Terminal Barbershop an, in der auch Jazzmusiker wie Jimmy Owens, Bob Northern, Joe Farrell und Sam T. Brown spielten. Im Bereich des Jazz war er laut Tom Lord zwischen 1959 und 1970 an 14 Aufnahmesessions beteiligt, u. a. auch mit Teo Macero und Gene Bertoncini (Evolution). Als Studiomusiker wirkte er außerdem bei Hits mit wie „Lightnin’ Strikes“ von Lou Christie, „A Lover’s Concerto“ von der US-amerikanischen Girlgroup The Toys und bei „I Am a Rock“ von Simon & Garfunkel; des Weiteren ist er bei Aufnahmen von Janis Ian, Al Kooper und Laura Nyro (Eli and the Thirteenth Confession, 1968) zu hören.